# Seminário Episcopal de Faro
O Seminário Episcopal de Faro ou Seminário de São José é um seminário diocesano e edifício "notável" situado na cidade de Faro, no Algarve, Portugal.

## História
Situado no Largo da Sé Catedral de Faro na Vila Adentro, trata-se de uma vasta construção dos finais do século XVIII e inícios do século XIX, com ligação ao Paço Episcopal através de um passadiço. Da primeira fase de construção são as janelas com cantarias decoradas, enquanto o restante corpo é posterior, com traço do arquitecto genovês Francisco Xavier Fabri por ordem do Bispo D. Francisco Gomes do Avelar.
Originalmente destinado à formação do clero, albergou posteriormente, também, as Aulas Públicas de Letras.

Com a implantação do Liberalismo, a formação eclesiástica foi interrompida mas as Aulas Públicas continuaram, tendo o edifício sido transformado em Liceu Nacional em 1848.

Com o restabelecimento das relações diplomáticas com a Santa Sé, o ensino religioso voltou ao edifício em 1853, tendo o Liceu passado para um outro novo edifício, na Alameda, em 1906.Com a Implantação da República o Seminário foi, de novo, confiscado e nele se instalou um Regimento de Infantaria.

Em 1940 o edifício foi integralmente devolvido à Diocese, retomando a sua função original.

## Fonte
- Lameira, Francisco I. C. Faro Edificações Notáveis. Edição da Câmara Municipal de Faro, 1995.